# Iulian Dascălu
Iulian Dascălu (n. 21 iulie 1969, Iași) este un om de afaceri român, proprietarul grupului Iulius Group, care deține lanțul de centre comerciale Iulius Mall și Palas Mall. În anul 2000, acesta inaugurează primul centru comercial din rețeaua sa, Iulius Mall Iași.  în 2020 investește 120 milioane de euro în lucrarea de construcție a Palas Campus. În prezent, IULIUS GROUP dezvoltă la Iași ansamblul urbanistic Palas, o investiție în valoare de peste 260 milioane euro. 
Dascălu a dezvoltat și 13 clădiri de birouri cu o suprafață cumulată de peste 170.000 de metri pătrați, ceea ce i-ar asigura locul patru în topul celor mai mari proprietari de astfel de clădiri din România.  Avea o avere estimată la 2,1 miliarde de lei în 2022.